# Chilantaisaurus
Chilantaisaurus („Echse von Chilantai“) ist eine Gattung theropoden Dinosaurier (Theropoda) aus der Oberkreide, dessen Fossilien in der Dashuigou-Formation in der Inneren Mongolei (Volksrepublik China) gefunden wurden. Bislang konnte nur die Typusart C. tashuikouensis der Gattung zuverlässig zugeordnet werden. Chilantaisaurus lebte vor etwa 93 bis 89 Millionen Jahren im Turonium.
Chilantaisaurus war wie alle Theropoden ein zweibeiniger fleischfressender Dinosaurier. Er erreichte eine Länge von bis zu 11 Metern und eine Höhe von ca. 4 Metern. Das Gewicht betrug etwa 4 Tonnen. Ein besonderes Kennzeichen war eine ungewöhnlich verlängerte Klaue am ersten Finger der Hand. Die phylogenetische Position von Chilantaisaurus ist unsicher: Hu (1964) und Harris (1998a) ordneten ihn den Allosauriden zu, Kurzanov (1989) und Molnar et al. (1990) vermuteten eine systematische Stellung zwischen Allosaurus und den Tyrannosauriden und Sereno et al. (1994) stellten diese Gattung in die Spinosauroidea.
Er teilte seinen Lebensraum mit weiteren Raubdinosauriern wie Shaochilong und dem herbivoren Gobisaurus.
Siehe auch: Jartai Yanchi (Jilantai yanchi)